# 野崎心平
野崎 心平（のざき しんぺい、1983年12月9日 - ）（別表記：Shinpei Nozaki / SHINPEI NOZAKI）は音楽プロデューサー、ソングライター、作詞家、編曲家、ギタリスト、ボーカリスト。

## 人物
中学校では卓球部に所属、生徒会長を務める。ギターを弾いていた父の影響で小さな頃からビートルズやエリック・クラプトンなどの音楽に触れ、中学校でバンドを結成しドラムを担当、高校でギター、パソコンを使った打ち込みや作曲をはじめる。高校生の特に好きだったバンドにはオアシス、レッド・ホット・チリ・ペッパーズなどを挙げている。
また様々な国の音楽に影響を受け、好きな音楽プロデューサーにはJohn shanks、Max Martin、トーレ・ヨハンソン、Dann Huffの名挙げている。
Vo.Kimotto Vo/Gt.Shinpei Nozaki からなる"YOCCO"としてデビュー後、音楽プロデューサー、サウンドクリエイター、ギタリスト、マルチプレイヤー、アーティストとして活動。
2018年からJAMINE＆土屋アンナからなるバンド”RED BOTTOMES”のギタリストとして活動。
様々なアーティスト、映像作品、アニメーションなどの音楽を手がけ、アーティスト、映像作品などとも音楽を通じて楽曲提供、コラボレーションも行っている。

## 楽曲提供
- 大原櫻子
  - 1st album「HAPPY」M9「Ready Go!」（作曲）
    - 日本ゴールドディスク受賞作品

- 新山詩織
  - 8th single「あたしはあたしのままで」（作曲）
    - 日本テレビ系『バズリズム』7月度エンディングテーマ
    - 『2016 楽器フェア』公式イメージソング
- Cellchrome
  - 「Make My Day」（作曲/編曲）
    - CYCLE MODE international 2018 テレビCMテーマ曲[2]

- U-KISS
  - Last Christmas（編曲）[3]
- Jun(U-KISS)
  - 「Happiness」シェネル カバー曲（編曲）

- 熊田茜音
  - 「First Step, Fun Step!」（作曲/編曲）[4]
- 佐藤寛之
  - 12th ミニアルバム 「what are the colours of your life?」（作詞/作曲/編曲/楽曲プロデュース）[5]
- YOCCO
  - 「Let's Try Together!」学校法人石川高等学校・石川義塾中学校 コラボレーションソング（作曲/編曲/サウンドプロデュース）[6]
- 星咲花那
  - 「Song Flower」（作詞/作曲/編曲/サウンドプロデュース）
  - 「星空ソングライター」（作曲/編曲/サウンドプロデュース）
  - 「Try!Try!Try!」（共作詞/作曲/編曲/サウンドプロデュース）
  - 「惑星ダンス」（作詞/作曲/編曲/サウンドプロデュース）
  - 「君がいるから」（編曲/サウンドプロデュース）
  - 「世界にたった一人しかいない君に」（編曲/サウンドプロデュース）
- 井上雄貴
  - 「キミホシ」（作詞/作曲/編曲/サウンドプロデュース）
- 富金原佑奈
  - TVアニメ「境界戦機」/ 「Go ahead」（編曲)

## ギタリストとしてのライブ出演/共演
- JASMINE
- Red Bottoms（JASMINE×土屋アンナ）[7]
- JUN(from-U-KISS)
- KIRA
- 神風動画オリジナルアニメーション作品「COCOLORS」[8]東京公演[9]
- TVアニメ「鬼滅の刃」フィルムコンサート 〜追憶の調べ〜[10]

## 音楽プロデュース
- 小林香織
  - 2018年 - Be myself![11]
- キズナアイ
  - 2019年 - ロキ / 鏡音リン・みきとP/covered by キズナアイ×ブラック[12]

- kimotto (キモット)
  - 2013年 - KODOMO eigo UTA[13]
  - 2014年 - よーこのよーがく[14]

## ボーカリストとしての歌唱/参加作品
- TVアニメ「最響カミズモード!」Set The Fire!〜agitato〜[15]

## テレビ音楽
- テレビ東京 「主治医が見つかる診療所」オープニング（2011年 - ）
- NHK教育テレビアニメ「クラシカロイド」
  - 第9話『闇、その向こう』劇伴 ギター[16]
  - Original Sound Track M29「Monster No.28」（作曲/編曲）[17]
- TVアニメ 「薄桜鬼」 
  - 黎明録シリーズ
    - 「東天ノ陽」土方歳三(CV:三木眞一郎)（作曲/編曲）[18]
    - 「天上の剣」沖田総司(CV:森久保祥太郎)（編曲）[19]
    - 「雄ヶ岳〜遠き稜線〜」原田左之助(CV:遊佐浩二)（編曲）

  - 幕末花風抄シリーズ
  - 「夢境の果てに」山南敬助(CV:飛田展男)（作曲/編曲）[20]
- TVアニメ 家庭教師ヒットマンREBORN!
  - 井上和彦「Believe in you」「γ」"（作詞/作曲/編曲）[21]
- TVアニメ「鬼斬」
  - STARMARIE「姫は乱気流☆御一行様」OPテーマ（作曲/編曲）[22]
- TVアニメ 「最響カミズモード!」
  - 「闇夜突風」（作曲/編曲）歌 - 小林太郎[23]
  - 「I'm With You」（作曲/編曲） 歌 - 堀越せな
  - 「Lonely Warrior」（編曲） 歌 - 新井仁（NORTHERN BRIGHT）
  - 「闇を壊して」（作曲/編曲）歌 - 小倉唯（EDテーマ）
  - 「闇を壊して」（作曲/編曲）歌 - 堀越せな
  - 「Punch You！」（作曲/編曲）歌 - MC YAMMY
  - 「ナニモカモ」（作曲/編曲）歌 - 堀越せな
  - 「飛翔必勝」（作曲/編曲） 歌 - 小林太郎
  - 「No, no, no」（作曲/編曲）歌 - MC YAMMY
  - 「道」（サウンドプロデュース）歌 - m.c.A・T
  - 「夏の日々」（作曲）歌 - 藤森元生（SAKANAMON）

- TVアニメ「アイカツ!」
  - 「夢のレセプション」（作曲/編曲/サウンドプロデュース）[24]
  - 「ときめきマタドール∞」（共編曲/サウンドプロデュース）[25]
  - 「Star Heart」（サウンドプロデュース）[26]
  - 「虹色アンコール」（作曲/編曲/サウンドプロデュース）[27]
  - 「裸足のルネサンス」（編曲/サウンドプロデュース）[28]
- TVアニメ「一人之下 the outcast」
  - 劇伴 ギター
- TVアニメ「18if」
  - 劇伴 ギター
- TVアニメ「ドリフェス!R」
  - KUROFUNE「Future Voyager」（作曲/編曲）[29]
- TVアニメ「ラブライブ!スーパースター!!」
  - ビギナーズRock!! （作曲/編曲）
- TVアニメ「ロックは淑女の嗜みでして」
  - 「リンダ・リンダ」（編曲/サウンドプロデュース）
  - 「Ghost Dance」（編曲/サウンドプロデュース）演奏 - りりさ・音羽・ティナ・環/KANAMI(BAND-MAID)・AKANE(BAND-MAID)・SAIKI(BAND-MAID)・MISA(BAND-MAID)
  - 「YOUTH」（編曲/サウンドプロデュース）演奏 - ロックレディ/KANAMI(BAND-MAID)・AKANE(BAND-MAID)・SAIKI(BAND-MAID)・MISA(BAND-MAID)
  - 「EDEN」（作詞/作曲/編曲/サウンドプロデュース）歌 - 石谷ジュン/渡辺正親
  - 「宝島」（編曲[注 1]/サウンドプロデュース）演奏 - りりさ・音羽・レッドファミリア/KANAMI(BAND-MAID)・MISA(BAND-MAID)・AKANE(BAND-MAID)・石戸谷"みげーる"斉
  - 「Spirit Cold」（作曲/編曲/サウンドプロデュース）演奏 - りりさ/KANAMI(BAND-MAID)
  - 「Shining my love」（作曲/編曲/サウンドプロデュース）歌 - ビターガナッシュ(Vo アキ)/五十嵐裕美
  - 「fuss uppers」（編曲/サウンドプロデュース）演奏 - りりさ・音羽・ティナ・環/KANAMI(BAND-MAID)・AKANE(BAND-MAID)・SAIKI(BAND-MAID)・MISA(BAND-MAID)
  - 「Bright Future」（作詞/作曲/編曲/サウンドプロデュース）歌 - Bacchus(Vo ナオト)/小林裕介
  - 「夜は光を掩蔽し、幾多の秘密を酌み、さかしまな『夢想』を育む。」（編曲/サウンドプロデュース）演奏 - ロックレディ/KANAMI(BAND-MAID)・AKANE(BAND-MAID)・SAIKI(BAND-MAID)・MISA(BAND-MAID)
- 神風動画「COCOLORS」第21回ファンタジア国際映画祭【短編アニメーション部門】今敏賞受賞作品[30] （ギター）[31]

## ゲーム音楽
- スーパーロボット大戦BX（音楽）
- Tokyo 7th シスターズ
  - 「Hello…my friend」（ギター）[32]
  - 「Clover×Clover」（ギター/共編曲）[33]
  - 「Girls Talk!!」（ギター/共編曲）[34]
- やなぎなぎ「時間は窓の向こう側」ironi （PlayStation®Vita 「 ハイリゲンシュタットの歌」OPテーマ）（ギター）
- ラグナロクオンライン / サマーパッケージ2018「Purity of your smile」（編曲）[35]
- PS4 フルメタル・パニック! 戦うフー・デアーズ・ウィンズ（音楽）
- あんさんぶるスターズ! アルバムシリーズ MaM / RevolTrad～維新伝心～ / MaM with 紅月 （ギター）[36]
- ブラックスター ~Theater Starless~
  - Crazy for / singer - 藤田玲（作曲/編曲）[37]
  - Seaside Escape / singer - 小林太郎（作曲/編曲）[38]
  - Burning breath / singer - 小林太郎（作曲/編曲）[39]
  - White Wish / singer - 太田将熙（編曲）
  - 闇に咲く / singer - 齋藤知輝（作曲/編曲）[40]
  - Riskin' it all / singer - 小林太郎（作曲/編曲）[41]
  - LEVITATE / singer - 藤田玲（編曲）[42]

## レコーディング
- Liella! （Vo Recording Direction）
  - Jump Into the New World
  - オルタネイト
  - 影遊び
  - ベロア
  - A Little Love
  - シェキラ☆☆☆
  - FANTASTiC
  - 私のSymphony ～2023Ver.～
  - ディストーション
  - 全力ライオット
  - ニュートラル
  - カメリアの囁き
  - Jellyfish
  - Thank you Good morning
  - Let's be ONE
  - 青春HOPPERS
  - DAISUKI FULL POWER
  - Within a Dream
  - Bubble Rise
  - Special Color
  - 絶対的LOVER
  - Dazzling Game
  - 笑顔のPromise
  - スーパースター!!
  - Aspire
  - Over Over

## 使用機材
- Gibson Les Paul Custom '83
- Fender American Vintage Jazzmaster '62
- Fender Telecaster
- Fender Stratocaster

## メディア
- ラジオ福島「Sunday卵→King」 マンスリーレギュラー
- Ani-PASS #30 Creator’s Interview